# 가사정
가사정(일본어: 加佐町)은 일본 교토부 가사군에 있던 정이다. 1957년에 편입합병되어, 현재는 마이즈루시의 일부, 현재는 가사지구라고도 불린다. 

## 역사
- 1956년 9월 20일 - 야쿠모촌, 오카다카미촌, 오카다시모촌, 오카다나카촌, 간자키촌이 합병해 성립하였다.
- 1957년 5월 27일 - 마이즈루시에 편입, 동일 가사정은 폐지되었다.